# Терпеновые спирты
Терпеновые спирты — производные терпенов, содержащие гидроксо-группу.

## Классификация
Подразделяются на ряды в зависимости от числа атомов углерода в их молекулах:
- Монотерпеновые спирты — содержат 10 атомов углерода
- Сесквитерпеновые спирты — 15 атомов углерода
- Дитерпеновые спирты — 20 атомов углерода
- Тритерпеновые спирты — 30 атомов углерода

и т. д.
Внутри каждого ряда выделяют группы:
- Алифатические — терпеновые спирты с открытой цепью
- Карбоциклические — содержат одно или несколько колец углеродных атомов (моно-, би- и трициклические)

Терпеновые спирты также подразделяются по положению гидроксогруппы на первичные, вторичные и третичные.

## Физические свойства
Как правило, терпеновые спирты — вязкие бесцветные жидкости; их температура кипения обычно выше 200 °C. Они хорошо растворимы в органических растворителях, плохо растворимые в воде (растворимость увеличивается с увеличением числа гидроксогрупп в молекуле).
Многие терпеновые спирты обладают приятным запахом.

## Химические свойства
Химические свойства терпеновых спиртов обусловлены наличием в их молекулах гидроксогрупп, а также, для ненасыщенных терпеновых спиртов, двойных связей. Они образуют сложные эфиры, многие из которых являются душистыми веществами; при действии кислот подвергаются дегидратации.

## Нахождение в природе
Терпеновые спирты широко распространены в природе. Их запахом обусловлен запах многих эфирных масел. Типичные представители:
- Монотерпеновые спирты: борнеол, ментол, линалоол, гераниол, цитронеллол
- Сесквитерпеновые спирты: фарнезол, неролидол
- Дитерпеновые спирты: фитол, склареол

## Способы получения
Как правило, природные терпеновые спирты выделяют из эфирных масел, а также получают при помощи органического синтеза.

## Применение
Многие терпеновые спирты из-за их приятного, нежного запаха используются в парфюмерии и косметике, а также как дезинфектанты и дезодоранты . Используются также в производстве лакокрасочных материалов, как моющие средства, флотореагенты, для получения биологически активных препаратов.